# Тейлор, Дейвион
Дейвион Тейлор (англ. Davion Taylor; 5 августа 1998, Мак-Ком, Миссисипи) — профессиональный американский футболист, выступающий на позиции лайнбекера в клубе НФЛ «Филадельфия Иглз». На студенческом уровне играл за команду Колорадского университета. На драфте НФЛ 2020 года был выбран в третьем раунде.

## Биография
Дейвион Тейлор родился 5 августа 1998 года в Мак-Коме в штате Миссисипи. Учился в старшей школе Саут Пайк в Магнолии, занимался баскетболом и лёгкой атлетикой. В футбол он не играл по религиозным убеждениям: его мать была членом церкви Адвентистов седьмого дня и Тейлор не участвовал в спортивных мероприятиях с вечера пятницы до утра воскресенья. Разрешение на занятия спортом по субботам он получил только после окончания школы.

### Любительская карьера
Окончив школу, Тейлор поступил в общественный колледж Коахома. В течение двух лет он играл за его футбольную команду на позиции внешнего лайнбекера, продолжал занятия лёгкой атлетикой, участвовал в соревнованиях в беге на 100 и 200 метров. В 2018 году Тейлор занимал седьмое место в рейтинге игроков подготовительных колледжей по версии 247Sports.
В 2018 году он поступил в Колорадский университет в Боулдере, где сразу же стал одним из основных игроков футбольной команды. В своём первом сезоне на уровне NCAA Тейлор сыграл в двенадцати матчах, сделав 57 захватов, в том числе 10 с потерей ярдов. По ряду статистических показателей он входил в число лидеров команды. Перед началом сезона 2019 года его называли в числе возможных претендентов на награду Баткаса, присуждаемую лучшему лайнбекеру студенческого футбола. Тейлор сыграл в одиннадцати матчах турнира, выходя на поле в защите и составе специальных команд. В шести играх он был одним из капитанов «Колорадо».

#### Статистика выступлений в NCAA
| Сезон | Команда           | Игры | Захваты | Захваты | Захваты | Захваты | Захваты | Перехваты | Перехваты | Перехваты | Перехваты | Перехваты | Фамблы | Фамблы | Фамблы | Фамблы |
| Сезон | Команда           | Игры | Solo    | Ast     | Tot     | Loss    | Sk      | Int       | Yds       | Y/R       | TD        | PD        | FR     | Yds    | TD     | FF     |
| ----- | ----------------- | ---- | ------- | ------- | ------- | ------- | ------- | --------- | --------- | --------- | --------- | --------- | ------ | ------ | ------ | ------ |
| 2018  | Колорадо Баффалос | 12   | 43      | 14      | 57      | 10,0    | 1,0     | 0         | 0         | 0,0       | 0         | 2         | 2      | 0      | 1      | 0      |
| 2019  | Колорадо Баффалос | 11   | 57      | 15      | 72      | 8,0     | 1,0     | 0         | 0         | 0,0       | 0         | 4         | 1      | 0      | 0      | 0      |
| Всего | Всего             | 23   | 100     | 29      | 129     | 18,0    | 2,0     | 0         | 0         | 0,0       | 0         | 6         | 3      | 0      | 1      | 0      |

### Профессиональная карьера
Перед драфтом НФЛ 2020 года аналитик Bleacher Report Мэтт Миллер характеризовал Тейлора как неготового к профессиональному футболу игрока, способного заинтересовать клубы лиги общим уровнем атлетизма и скоростью. К достоинствам лайнбекера он относил его взрывной стиль игры, способность действовать по всей ширине поля, полезность как в прикрытии, так и в игре против выноса, надёжность на захватах. Среди недостатков Миллер называл телосложение игрока, большие проблемы с техникой, отсутствие элитных качеств и навыков.
На драфте Тейлор был выбран «Филадельфией» в третьем раунде под общим 103-м номером. Аналитик Чарли Кэмпбелл отмечал, что ему потребуется сезон или два на развитие и адаптацию к профессиональному футболу, после чего он сможет претендовать на место в стартовом составе клуба. В своём дебютном сезоне Тейлор принял участие в двенадцати играх чемпионата, в основном появляясь на поле как игрок специальных команд. В последующее межсезонье отмечалось, что ему будет сложно сохранить место в составе из-за выросшей конкуренции и необходимости осваивать концепции игры в защите, внедряемые новым тренерским штабом «Иглз». В регулярном чемпионате 2021 года Тейлор сыграл в девяти матчах, в том числе в шести в стартовом составе. Лучшей для него стала игра против «Денвера», в которой ему удалось форсировать два фамбла. В начале января он получил растяжение связок колена и был внесён в список травмированных, досрочно завершив сезон.
Летом 2022 года Тейлор плохо провёл предсезонные сборы и перед стартом чемпионата был отчислен, чтобы освободить место в составе для квотербека Иэна Бука. В начале сентября он был зачислен в тренировочный состав «Иглз».

#### Статистика выступлений в НФЛ

##### Регулярный чемпионат
| Сезон | Команда          | Игры | Захваты | Захваты | Захваты | Захваты | Захваты | Перехваты | Перехваты | Перехваты | Перехваты | Перехваты | Фамблы | Фамблы | Фамблы | Фамблы |
| Сезон | Команда          | Игры | Solo    | Ast     | Tot     | Loss    | Sk      | Int       | Yds       | Y/R       | TD        | PD        | FR     | Yds    | TD     | FF     |
| ----- | ---------------- | ---- | ------- | ------- | ------- | ------- | ------- | --------- | --------- | --------- | --------- | --------- | ------ | ------ | ------ | ------ |
| 2020  | Филадельфия Иглз | 12   | 7       | 3       | 10      | 0       | 0,0     | 0         | 0         | 0,0       | 0         | 0         | 0      | 0      | 0      | 0      |
| 2021  | Филадельфия Иглз | 9    | 24      | 17      | 41      | 1       | 0,0     | 0         | 0         | 0,0       | 0         | 0         | 2      | 0      | 0      | 0      |
| 2022  | Филадельфия Иглз | 0    | 0       | 0       | 0       | 0       | 0,0     | 0         | 0         | 0,0       | 0         | 0         | 0      | 0      | 0      | 0      |
| Всего | Всего            | 21   | 31      | 20      | 51      | 1       | 0,0     | 0         | 0         | 0,0       | 0         | 0         | 2      | 0      | 0      | 0      |

* На 6 октября 2022 года